# River Bluff
River Bluff är en ort i Oldham County, Kentucky, USA. År 2000 hade orten 402 invånare. Den har enligt United States Census Bureau en area på 0,5 km², allt är land.
River Bluff är beläget cirka 1 km från Ohiofloden.